# Ilija Ivezić
Ilija Ivezić (Gračac, 20. srpnja 1926. – 14. travnja 2016.), hrvatski kazališni, televizijski i filmski glumac.

## Životopis
Glumačku školu završio je u Zagrebu 1949. Filmom Abeceda straha F. Hadžića 1961. započinje filmsku karijeru. Uglavnom je tumačio karakterne, negativne, a ponekad komične uloge. Osim filmskim radom, bavio se režijom kazališnih lutkarskih predstava (Snjeguljica i sedam patuljaka, Djevojčica sa žigicama, Ivica i Marica). Jedan je od osnivača Festivala djeteta u Šibeniku 1958. Prvi je direktor i redatelj Kazališta lutaka u Šibeniku.
Jedini je domaći glumac koji je glumio u svim filmovima iz serijala o Winnetou.

## Nagrade
Dobitnik je Zlatne arene za filmove Zlatne godine (1993.) i Maršal (2000.), te Nagrade "Vladimir Nazor" za životno djelo (2003.). Za osobite zasluge u kulturi odlikovan je odlikovanjem Reda Danice hrvatske s likom Marka Marulića.

## Izbor iz filmografije
- Abeceda straha (1961.) – policijski agent
- Licem u lice (1963.) – Mitke
- Winnetou (svi nastavci)
- Lisice (1969.) – Krešo
- Prosjaci i sinovi (1971.) – Šunje
- U gori raste zelen bor (1971.) – Ican
- Vuk samotnjak (1972.)
- Živjeti od ljubavi (1973.) – Davorov šogor Nikola
- Predstava Hamleta u Mrduši Donjoj (1973.) – željezničar
- Čovik i po (1974.) – Bože
- Hitler iz našeg sokaka (1975.) – narednik
- Izbavitelj (1976.) – policijski inspektor
- Hajdučka vremena (1977.) – Hajduk #3
- Ludi dani (1977.) – Joso Macković
- Živi bili pa vidjeli (1979.) – drug kolega iz Urbinga
- Visoki napon (1981.) – jednoruki drug iz komiteta
- Želim živjeti (1982.) – direktor mesne industrije
- Tamburaši (1982.) – željezničar
- Smogovci (1982. – 1996.) – inspektor Petrović
- Mala pljačka vlaka (1984.) – Čokulin žandar #1
- Život sa stricem (1988.) – predsjednik zadruge
- Krvopijci (1989.) – Drakulić
- Vrijeme ratnika (1991.) – poduzetnik
- Luka (1992.) – drug Cota
- Zlatne godine (1993.) – Brkan
- Kad mrtvi zapjevaju (1998.) – biciklist
- Maršal (1999.) – Marinko Cicin
- Kradljivac uspomena (2007.)
- Moram spavat', anđele (2007.) – djedov suborac
- Poklon predsjednika Nixona (2014.) – Josip Broz Tito

## Vanjske poveznice
- Ilija Ivezić u internetskoj bazi filmova IMDb-u (engl.)